# Hollern-Twielenfleth
Hollern-Twielenfleth település Németországban, azon belül Alsó-Szászország tartományban. Lakosainak száma 3421 fő (2023. december 31.). Hollern-Twielenfleth Stade, Hetlingen, Steinkirchen, Grünendeich és Agathenburg községekkel határos.

## Népesség
A település népességének változása:
| Lakosok száma | 3419 | 3436 | 3373 | 3404 | 3467 | 3421 |
|               | 2016 | 2017 | 2019 | 2021 | 2022 | 2023 |